# Conatus (album)
| Recensione | Giudizio |
| ---------- | -------- |
| AllMusic   |          |

Conatus è il terzo album discografico in studio della musicista e cantante statunitense Zola Jesus, pubblicato nel settembre 2011.

## Tracce
1. Swords – 1:03
2. Avalanche – 3:20
3. Vessel – 4:42
4. Hikikomori – 3:47
5. Ixode – 4:14
6. Seekir – 3:44
7. In Your Nature – 3:27
8. Lick the Palm of the Burning Handshake – 4:27
9. Shivers – 2:54
10. Skin – 4:21
11. Collapse – 4:07